# 까이유
까이유 (로 알려진 호야네 집 (EBS) 또 까이유의 이야기 나라 (투니버스)) (프랑스어 발음: [kaˈju])는 캐나다의 어린이 교육 애니메이션 tv 시리즈이다. 한국에서는 이 시리즈가 EBS, 투니버스 및 니켈로디언에서 방영되었다.

## 줄거리
까이유는 부모님, 여동생 로지와 함께 사는 4살 소년이다. 다양한 에피소드에서 알 수 있듯 축구에 대한 열정이 대단하고, 실제로 조부가 아주 좋아하는 코치가 있는 팀에서 뛰고 있다. 그는 할머니 댁에 자주 가고, 선생님이 마틴 부인의 유치원에 다녔다. 그의 가장 친한 친구는 레오와 엠마이다. 까이유는 새로운 것을 탐구하고 발견하는 것을 즐긴다.

## 캐릭터
- 까이유/호야: 시리즈의 주인공인 4세 어린이이다. 그는 친구가 많고 공룡과 소방관을 매우 좋아한다. 박영남 한국 성우

- 아버지: 까이유의 아버지이며 30대이다. 그는 매우 자상하고 때로는 매우 무뚝뚝한 아버지이며 아들과 노는 것을 매우 좋아한다.

- 어머니: 그녀는 까이유의 어머니이며 30대이다. 그녀는 매우 애정이 많고 매우 강한 성격을 가지고 있으며 아이디어에 확고한다. 많은 에피소드에서 그는 매우 인내심을 갖고 아들의 모든 변덕에 탐닉하는 것으로 판명되었다.

- 로지: 까이유의 여동생. 2살 아기이며, 가끔 남동생의 모험에 함께 출연하며 보통 아버지와 인형놀이를 한다. 그녀는 다른 모든 가족 구성원과 마찬가지로 토마토 소스를 곁들인 스파게티를 먹는 것을 좋아한다.

- 할머니: 종종 손자들을 돌보고 동화를 읽고 때로는 많은 시간을 아기 돌보기에 보낸다.

- 할아버지: 까이유의 할아버지이다. 채소밭도 있고 손주들과 함께 나무를 심기도 한다.

- 레오: 까이유의 가장 친한 친구이다. 까이유와 동갑이고 공룡에 대한 열정도 똑같고 같은 학교에 다닌다.

- 사라: 4살인 까이유의 친구인 그녀는 이미 쓰고 읽는 법을 알고 있으며 까이유와 함께 그들이 노는 작은 집을 지었다.

- 클레멘타인: 칼리우의 4살 절친으로 동갑이고 보통 같이 논다. 그는 축구와 농구를 좋아한다. 그들은 같은 학교에 다닌다.

- 길버트: 칼리우 집안의 고양이로 6살인데 게으른 것 같으면서도 까이유가 환영하는 고양이를 질투하는 모습을 보여 결국 그녀가 떠나는 것을 기뻐하는 것 같다. 그는 어수선한 것을 싫어한다. 라이브 액션 버전에서는 갭이 있는 꼭두각시이다.

- 미스 마틴. 그녀는 까이유의 선생님이며 모든 학생들과 함께 학생의 장난을 참으며 매일 새로운 것을 가르친다. 그는 악기를 아주 잘 연주하는 것으로 보이며, 나이는 26세 정도이다.